# Maskat
Maskat ([ˈmaskat], arabisch مسقط, DMG Masqaṭ; aus dem Englischen stammende Alternativschreibweise: Muscat) ist die Hauptstadt Omans und liegt im gleichnamigen Gouvernement Maskat.
Der Name bedeutet Ort des Fallens, was von der Nutzung als Ankerplatz oder von den steil abfallenden Bergen abgeleitet werden kann. Die eigentliche Stadt hat nur etwa 30.000 Einwohner, zusammen mit ihren Vororten Matrah, Ruwi, Qurum und Sib bildet sie die Muscat Capital Area.

## Geschichte
Bereits im zweiten Jahrtausend vor Christus gab es im Bereich des heutigen Maskat Niederlassungen des Magan-Reiches, dessen Reichtum aus dem Handel mit Kupfer aus dem nördlichen Hadschar-Gebirge und Perlen, die aus dem Golf von Oman und dem Persischen Golf getaucht wurden, resultierte. Diese Zeit der Blüte ging um 500 v. Chr. mit dem Einfall der Perser unter Kyros II. zu Ende. Für die nächsten tausend Jahre sollte die Küste des Nordoman unter der Herrschaft persischer Dynastien wie der Achämeniden, Parther und Sassaniden stehen.
Mit der Ausbreitung des Islam in Oman im Jahr 630 ging die Vertreibung der persischen Besatzer einher, was eine Epoche relativer Eigenständigkeit einleitete, die mit kurzen Unterbrechungen vom 7. bis ins 16. Jahrhundert andauern sollte. In dieser Zeit entwickelten sich viele omanische Küstenstädte zu bedeutenden Handelsplätzen. So erlangten das nördlich von Maskat gelegene Suhar wie auch Qalhat im Süden Reichtum und Einfluss durch den Seehandel mit China, Indien und Ostafrika. Die heutige Hauptstadt hatte aber kaum Anteil an dieser Entwicklung. Dennoch beeinflussten die Handelsbeziehungen in die Ferne unweigerlich die Stadt und ihre Gesellschaft.
Die Bedeutung der omanischen Küstenzentren für die einheimische Wirtschaft wurde jedoch durch das Auftreten portugiesischer Seefahrer im Golf von Oman zerstört. 1507 fiel Maskat in ihre Hände und wurde teilweise zerstört, ebenso Suhar und Qalhat, das besonders stark getroffen wurde. Die omanische Küste rückte in den Fokus der Europäer, die Omaner selbst zogen sich mit ihrem Sultan vermehrt in die Berge zurück, weshalb sich das politische, wirtschaftliche und soziale Gewicht des Sultanats ins Hinterland verlagerte. Dadurch verloren Maskat und die gesamte Küste für die nächsten hundert Jahre ihre Bedeutung. Stattdessen blühten in der Hadschar-Region Städte wie Nizwa, Bahla, Dschabrin oder Rustaq neu auf.
1650 gelang es Sultan ibn Saif I., die Portugiesen aus Maskat und anderen Orten an der Küste zu vertreiben und die alten Handelshäfen wieder unter einheimischer Regierung zu beleben. Allerdings folgten bald persische Invasionen, die die Entwicklung wiederum störten. 1779 verlegte Hamad ibn Said die Hauptstadt von Rustaq nach Maskat. Nach seinem Tod 1792 gab es wieder Umschichtungen, aber ab 1808 konnte sich Maskat als Regierungssitz behaupten, wurde zu einem wichtigen Seehafen ausgebaut und gegen Ende des 19. Jahrhunderts mit einer 4,5 Meter hohen Mauer und Forts befestigt. Dessen ungeachtet blieb seine Vormachtstellung nicht unangefochten, denn unter Hamad bin Said waren 1784 politische Querelen ausgebrochen, die in der Spaltung des Landes in ein Sultanat an der Küste und ein Imamat im Hinterland resultierten. Somit unterstand Maskat nur ein Teil Omans. Auch im 20. Jahrhundert konnte es seine Position nicht gänzlich verteidigen, da zwar mit dem faktischen Bürgerkrieg 1959 das Imamat beendet wurde, aber der konservative Sultan Said ibn Taimur es vorzog, von Salala im Süden aus zu regieren. Erst mit dem Regierungsantritt seines Sohnes Sultan Qabus 1971 wurde Maskat zur unumschränkten Hauptstadt.
Seit 1970 der junge Qabus seinen Vater friedlich entmachtet und ins Londoner Exil verbracht hatte, begann die vorsichtige, aber stetige Modernisierung des Landes. Dies wird als Beginn der sogenannten omanischen Renaissance bezeichnet, im Zuge derer auch die Hauptstadt stark ausgebaut wurde und sich zu dem heutigen Zentrum entwickelte.
Heute ist der Großraum eine moderne und dynamische Großstadt. Hier befinden sich moderne Krankenhäuser, viele weiterführende Schulen, große Einrichtungen des Handels und Verkehrs, ein Rundfunk- und Fernsehsender sowie die Börse (Muscat Security Market).

## Geographie
Die Stadt liegt an der Küste im Nordosten des Landes am Golf von Oman, an einer von Felswänden eingeschlossenen Bucht. Hier reicht das Hadschar-Gebirge bis ans Meer heran und erlaubt nur kleine Siedlungen, die durch Gebirgspässe miteinander verbunden sind. Etwa vier Kilometer vom Strand der Stadt entfernt befindet sich die unbewohnte Insel Al Fahal. Aus praktischen Gründen hat sich die Hauptstadt in den letzten Jahrzehnten vor allem in den südlichen Bereich der Küstenebene Batinah ausgebreitet. Auf diese Weise entstand die sogenannte Muscat Capital Area, eine ausgedehnte urbane Zone, bestehend aus verschiedenen kleineren und größeren Ortschaften, die zusammengewachsen sind.
Die Metropolitan Area ist die Aorta des Landes, in der sich Wirtschafts- und Finanzkraft wie auch die Bevölkerung konzentrieren. Ungefähr die Hälfte der Einwohner sind allerdings Arbeitsmigranten v. a. aus dem Iran, Pakistan, Indien und von den Philippinen. Ihre billige Arbeitskraft ermöglicht hier (wie in anderen Teilen des Landes) eine ausgeprägte Bautätigkeit. In kurzer Zeit entstanden so Shoppingmalls und Hotels nach westlichem Standard. Außerdem entwickelte sich das Gebiet durch am Reißbrett geplante Wohngebiete und neue Industrieanlagen schnell. Die entsprechenden Verkehrswege werden meist ausgreifend und – trotz des chronischen Wassermangels – begrünt angelegt.
Im alten Zentrum der Hauptstadt, Alt-Maskat, das am östlichen Ende der Metropolitan Area liegt, befinden sich der überwiegend zu Repräsentationszwecken genutzte Palast Qasr al-Alam von Sultan Qabus ibn Said sowie weitere Regierungsgebäude. Der ursprüngliche Charakter des alten Kerns hat sich dort, gelegen an einer kleinen Bucht mit einem natürlichen Hafen (den heute zum Teil das Sultanspalastareal für sich beansprucht), flankiert von den beiden Forts Dschalali und Mirani aus der Zeit der portugiesischen Herrschaft (1507–1650), weitgehend erhalten.
Da die hohen Berge eine Ausdehnung der Bebauung verhinderten, haben, beginnend in den 1970er Jahren, das Finanz- und Geschäftsviertel Ruwi, die Geschäftszentrale Matrah oder auch das Infrastrukturzentrum Sib der eigentlichen Hauptstadt inzwischen den Rang abgelaufen.

## Klima
Das Klima von Maskat ist semiarid-tropisch, d. h., es ist ganzjährig warm bis heiß mit wenig Niederschlag (durchschnittlich acht Regentage im Jahr), aber hoher Luftfeuchte (beständig zwischen 60 % und 80 %). Die Winter sind hier mit 19–26 °C so warm wie die mitteleuropäischen Sommer. Dies ist auch die einzige Zeit des Jahres, zu der es kurze aber heftige Niederschläge geben kann. Ab April sind die Temperaturen in der Stadt sehr hoch. Durch eine hohe Luftfeuchtigkeit wird die Wirkung noch weiter verstärkt.
Die heißeste Zeit des Jahres erstreckt sich von Mai bis Oktober, wenn Spitzentemperaturen von bis zu 46 °C erreicht werden und das Thermometer in der Nacht oft nicht unter 30 °C fällt. Kombiniert mit der hohen Feuchtigkeit in der Luft, die sich vor allem im Juli, August und September durch Ausläufer des südostasiatischen Monsuns bemerkbar macht und zum Teil Küstennebel verursacht, ergibt das häufig gefühlte Temperaturen von über 50 °C. Aufgrund seiner Kessellage ist Alt-Maskat für hohe Nachtwerte prädestiniert, da die Luft nicht zirkuliert und sich wie ein heißer Schleier über die Stadt legt. Gelegentlich werden bis zu 36 °C in der Nacht gemessen. Ein weiteres meteorologisches Phänomen ist, dass die heißesten Stunden des Tages oft nicht wie üblich um die Mittagszeit und am frühen Nachmittag herrschen, sondern oft am Morgen und Vormittag. Es kommt nicht selten vor, dass bereits um 8 Uhr oder 9 Uhr früh 40 °C gemessen werden, das Thermometer ab Mittag jedoch bei 36 °C bleibt.
|                       | Jan  | Feb  | Mär  | Apr  | Mai  | Jun  | Jul  | Aug  | Sep  | Okt  | Nov  | Dez  |   |      |
| Mittl. Tagesmax. (°C) | 25,1 | 26,4 | 29,5 | 34,7 | 39,6 | 40,0 | 38,0 | 35,6 | 35,6 | 34,6 | 30,3 | 26,8 | ⌀ | 33   |
| Mittl. Tagesmin. (°C) | 16,7 | 17,8 | 20,3 | 24,2 | 28,7 | 30,3 | 30,1 | 28,2 | 26,8 | 24,2 | 20,8 | 18,3 | ⌀ | 23,9 |
|                       |      |      |      |      |      |      |      |      |      |      |      |      |   |      |
| Niederschlag (mm)     | 13,2 | 14,0 | 16,4 | 11,3 | 0,0  | 10,9 | 3,4  | 1,6  | 0,0  | 0,8  | 1,6  | 16,5 | Σ | 89,7 |
|                       |      |      |      |      |      |      |      |      |      |      |      |      |   |      |
| Regentage (d)         | 3,2  | 2,7  | 1,9  | 1,4  | 0,1  | 0,1  | 0,3  | 0,6  | 0,0  | 0,2  | 0,7  | 1,4  | Σ | 12,6 |

| 16,7 |

| 17,8 |

| 20,3 |

| 24,2 |

| 28,7 |

| 30,3 |

| 30,1 |

| 28,2 |

| 26,8 |

| 24,2 |

| 20,8 |

| 18,3 |

| 16,7 |

| 17,8 |

| 20,3 |

| 24,2 |

| 28,7 |

| 30,3 |

| 30,1 |

| 28,2 |

| 26,8 |

| 24,2 |

| 20,8 |

| 18,3 |

## Wirtschaft
Die Region um Maskat ist das ökonomische Herz des Landes. Erhebliche Bedeutung kommt hier dem Hafen Mina Sultan Qabus im Stadtteil Matrah für den Export des Erdöls zu, das seit 1967 aus dem gesamten Hinterland in Pipelines hierher befördert und anschließend verschifft wird, da sich hier die einzige Raffinerie und Erdölverladestation des Sultanats befindet. Das „schwarze Gold“ ist die tragende Säule der omanischen Wirtschaft und macht mehr als 50 % der gesamten Staatseinnahmen aus. Obwohl der gewaltige Überschuss an Petrodollars relativ gleichmäßig im ganzen Land verteilt wird, ist ihr Einfluss in der Hauptstadtregion am deutlichsten sicht- und spürbar.
Außerdem konzentrieren sich in der Hauptstadtregion die großen Industriebetriebe des Landes, die auf Aluminiumverarbeitung sowie Petrochemie- und Düngemittelherstellung spezialisiert sind. In der Nähe gibt es mehrere bedeutende landwirtschaftliche Betriebe und auch Kraftwerke sowie Meerwasserentsalzungsanlagen. Der private Konsum, der enorm gesteigert werden konnte und sich im großen Souq von Matrah, aber vermehrt natürlich in den modernen Shoppingmalls abspielt, verstärkt die Entwicklung ebenfalls. Maskat ist auch Sitz der wichtigsten Bank in Oman, der BankMuscat. Auch die Wertpapierbörse des Landes, der Muscat Securities Market befindet sich in Ruwi, also im Großraum Muskats.
Entscheidend für die Wirtschaft der Region ist der Flughafen Maskat, der etwa 30 km von Alt Maskat entfernt in Sib liegt und derzeit aufwändig erweitert wird. Durch die Erweiterung soll die Zahl der ankommenden und (v. a. auf dem Weg nach Asien und Afrika) umsteigenden Fluggäste von ca. 4 Millionen (2008) auf 12 Millionen (2011) und in fernerer Zukunft auf 48 Millionen gesteigert und eine Konkurrenz zu beispielsweise Dubai und Doha aufgebaut werden.
In direktem Zusammenhang mit dem Flughafen steht der Tourismus, der sich auf den Norden des Sultanats konzentriert und von Maskat ausgeht. Die Tourismusbranche soll sanft ausgebaut werden, wobei Individualtourismus, Exklusivität und Komfort eindeutig der Vorrang vor Massentourismus eingeräumt wird.
Offensichtlich rüstet sich die Stadt durch die Förderung neuer Wirtschaftszweige (und mit ihr das ganze Land) für die Zeit nach dem Erdöl. Ohne deutliche Erhöhung der Fördermenge sollten die auf fünf Milliarden Barrel geschätzten Ölvorräte noch bis zum Jahr 2020 reichen. Bis dahin hofft man vom Öl unabhängig geworden zu sein und 80 % des Bruttoinlandsproduktes u. a. über die Bereiche Infrastruktur, Finanzen, Investment und Tourismus zu erwirtschaften. Aber auch in Zukunft wird ein Rohstoff großes Gewicht haben, nämlich die ausgedehnten Erdgas-Vorkommen (mehr als 620 km³, unerschlossene Lagerstätten nicht berücksichtigt), deren Export sich wohl nur über Maskat abwickeln lassen wird.
In einer Rangliste der Städte nach ihrer Lebensqualität belegte Maskat im Jahre 2018 den 105. Platz unter 231 untersuchten Städten weltweit.

## Verkehr
Eine Metro für Maskat befindet sich in Planung. Zunächst ist eine Linie vorgesehen, die auch den Flughafen Maskat anbinden soll.

## Kultur und Sehenswürdigkeiten
Von der ehemaligen Stadtbefestigung ist ein Festungsgraben (arabisch al-Husn) erhalten. Weiter sind die vier Stadttore erhalten: al-Bab al-Kabir (das „Große Tor“), Bab al-Matha'ib, al-Bab as-Saghir (das „Kleine Tor“) und Bab al-Waldschat. Darüber hinaus bemüht man sich sehr, alte Kaufmannshäuser zu restaurieren, und es wird viel Geld in die Entwicklung von Museen nach neuesten Gesichtspunkten investiert, die das kulturelle Erbe Omans hüten.
Sehenswürdigkeiten sind auch die Große Sultan-Qabus-Moschee, das Royal Opera House Muscat, der Suq von Matrah sowie die Forts von al-Dschalali und al-Mirani, die den Al-Alam-Sultanspalast flankieren. Weiterhin sind das Burdsch as-Sahwa und der Clock Tower Square zu nennen.
In der Region Maskat gibt es eine Reihe von Stränden: der Strand von Qurum, Bandar al-Dschissa und Yati. Beliebte öffentliche Grünflächen sind der Qurum-Naturpark, Riyam und Kalbuh. Für Sportveranstaltungen stehen das Sultan-Qabus-Sportzentrum und der Muskat Speedway zur Verfügung.
Südöstlich von Maskat reicht das Gebirge bis an den Golf von Oman. In kleinen Buchten befinden sich einige Marinas, von denen Ausflüge zu Delfinbeobachtungstouren angeboten werden. In dieser Region sowie an der vorgelagerten Insel Fahal befinden sich viele Tauchplätze. Das 2003 versenkte Landungsboot Al Munassir ist ein weiterer bekannter Tauchspot in der Region.
Jedes Jahr zieht das Kulturfest Muscat Festival zahlreiche Besucher an.

## Bilder

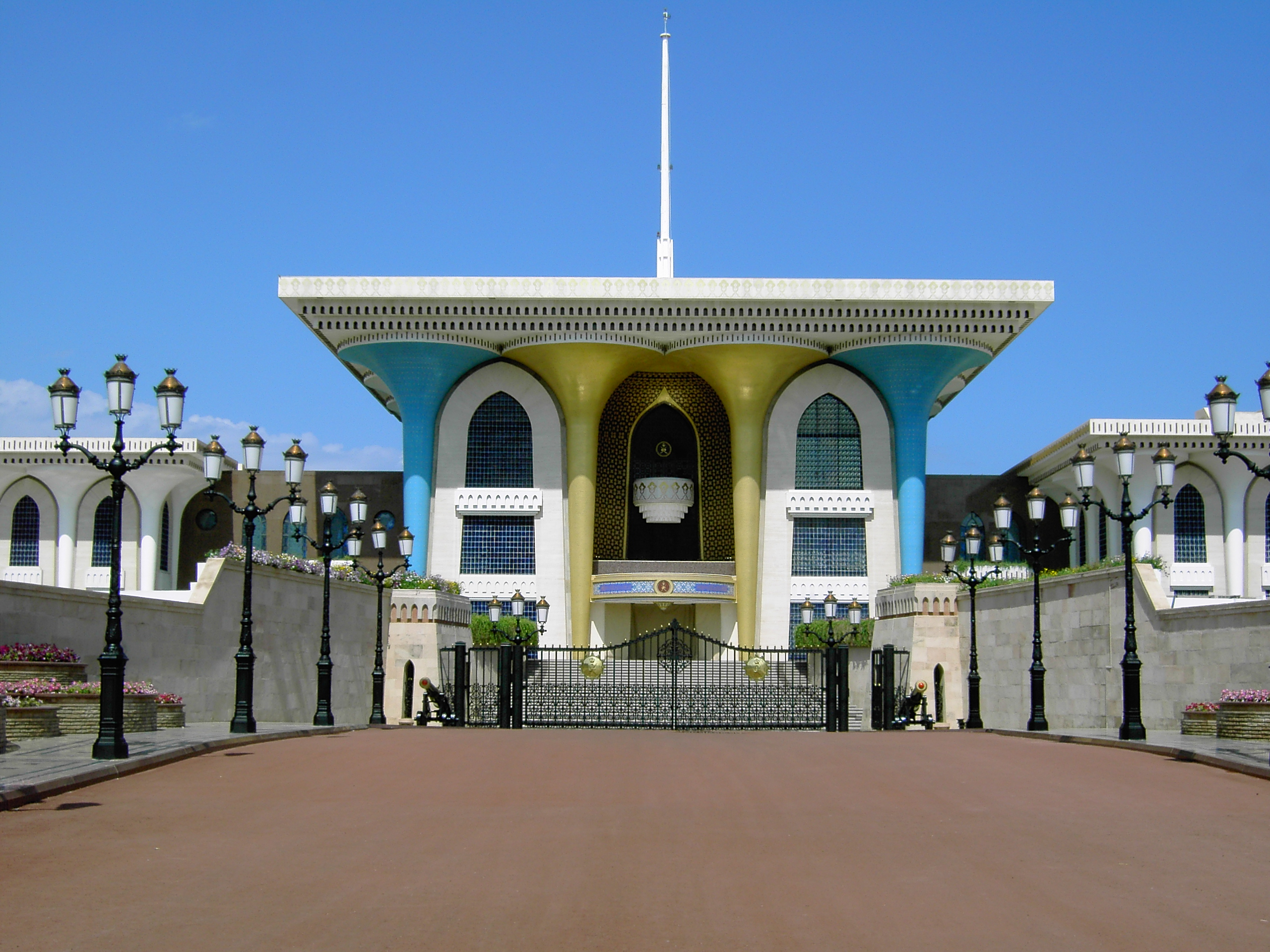
Al-Alam Palast des Sultans in Alt-Maskat
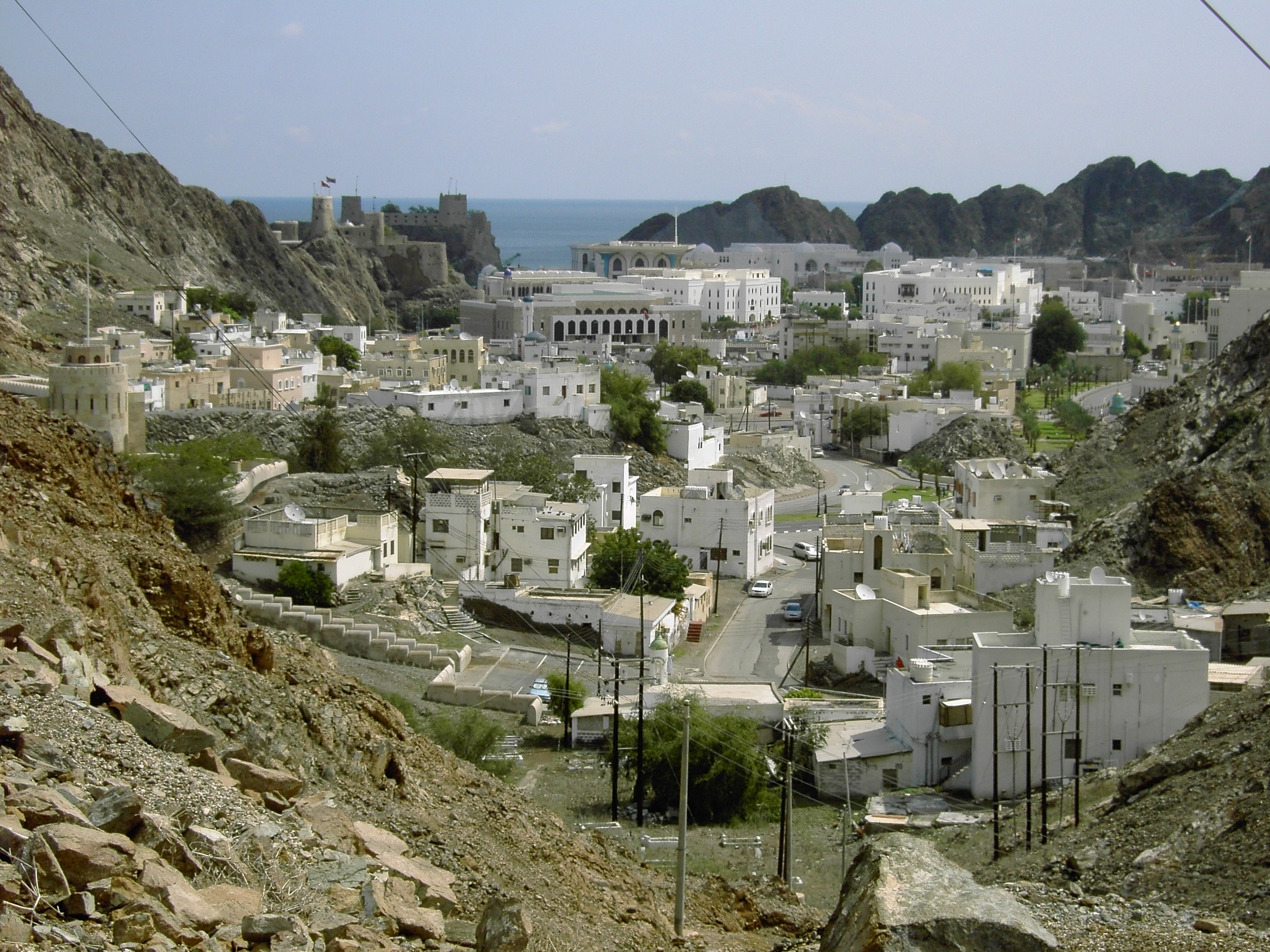
Das kleine Alt-Maskat beherbergt Ämter und den Sultanspalast
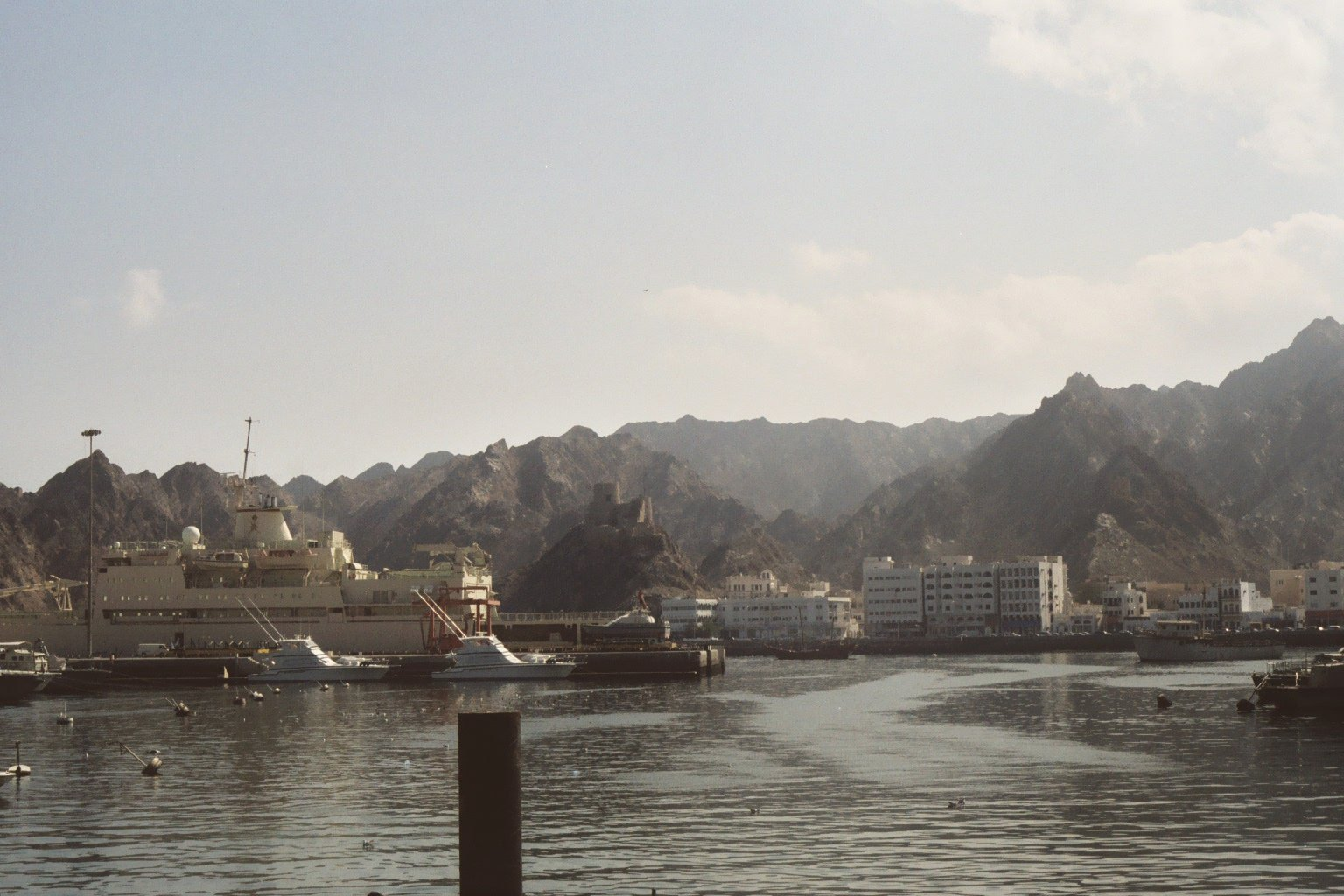
Hafenszene in Matrah
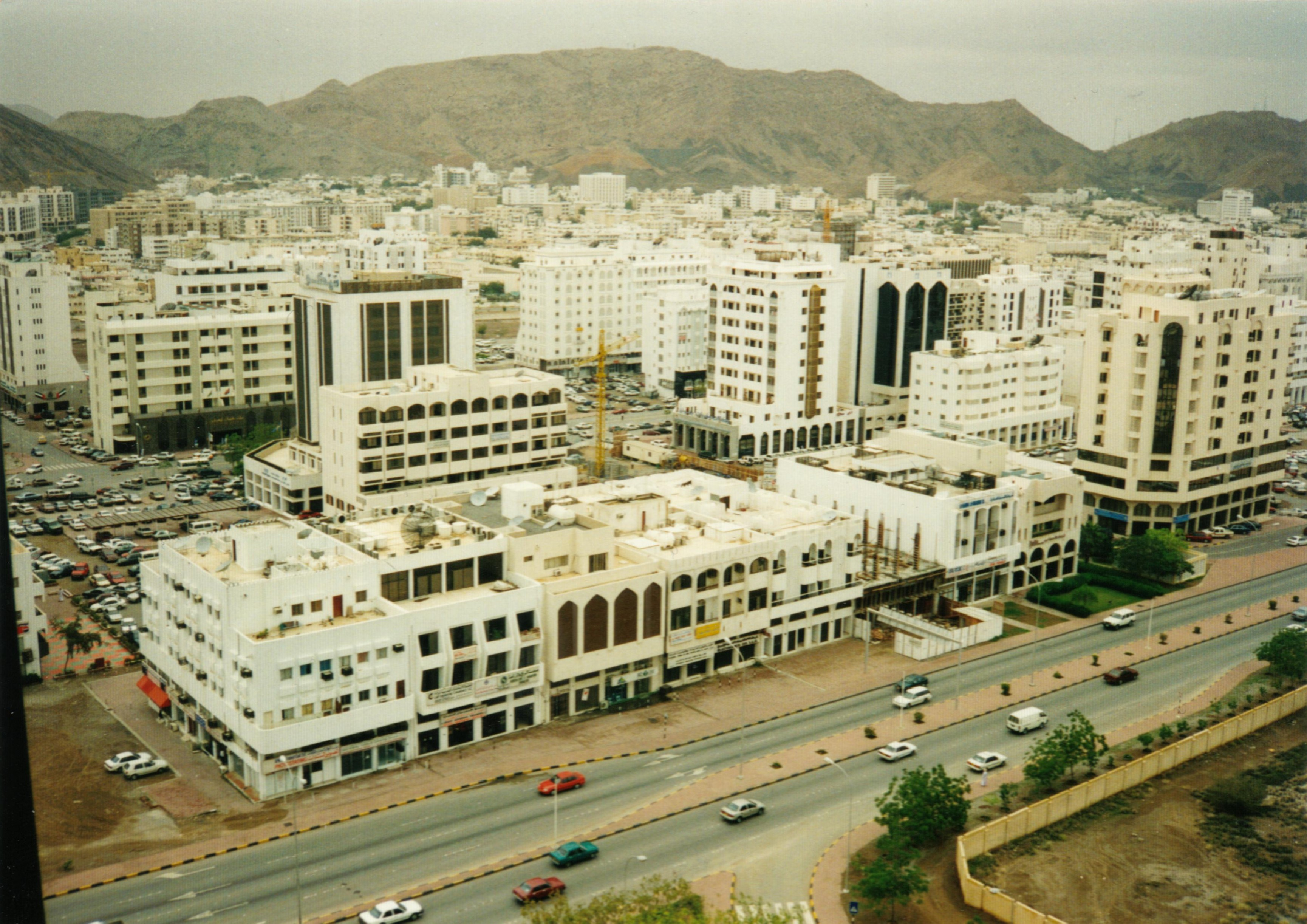
Das Banken- und Geschäftsviertel Ruwi
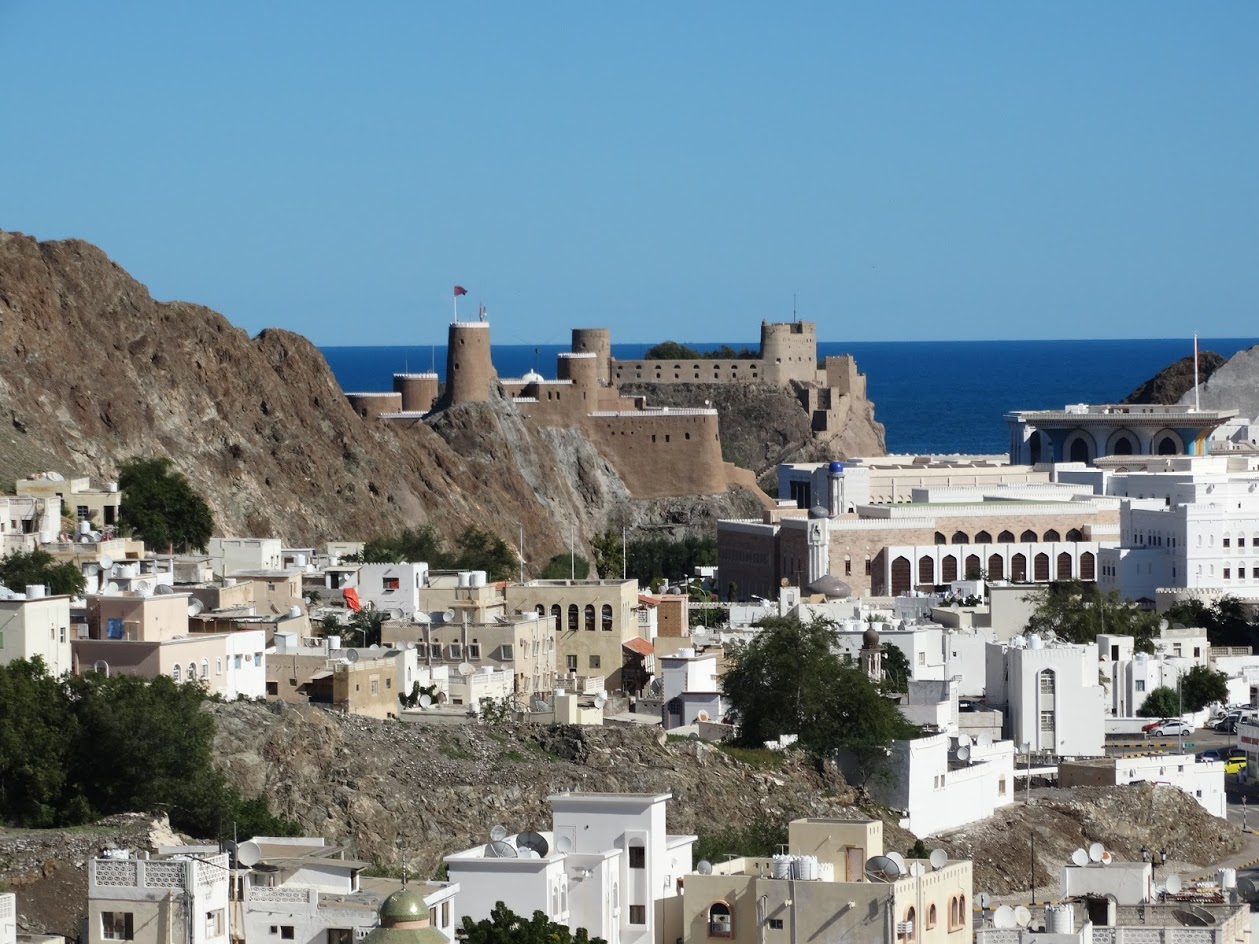
Die beiden Festungen in der Altstadt

## Universitäre Einrichtungen
Maskat verfügt als Hauptstadt über eine beachtliche Anzahl an universitären Einrichtungen:
- das private Al-Zahra College for Women im Madinat al-Ilam
- das private Caledonian College of Engineering in Madinat South al-Hail
- das staatliche College of Banking & Financial Studies im Stadtteil Ruwi
- das private Fire Safety Engineering College am Flughafen Sib
- die private German University of Technology in Oman (GUtech) bei Halban, westlich von Sib
- das halbstaatliche International Maritime College Oman in Sib, das jedoch nach Suhar verlegt werden soll
- das private Majan College im Stadtteil Ruwi
- das private Mazoon College for Management and Applied Sciences
- das private Middle East College of Information Technology in der sog. Knowledge Oasis unweit Maskats in der Nähe der Sultan-Qabus-Universität (SQU)
- das private Muscat College
- das staatliche Muscat College (The Higher College of Technology)
- die private Oman Tourism & Hospitality Academy in der Nähe des Flughafens Sib
- das private Scientific College of Design in Madinat al-Qurm
- die staatliche Sultan-Qaboos-Universität (SQU)
- das private Waljat Colleges of Applied Sciences in der sog. Knowledge Oasis unweit Maskats in der Nähe der Sultan-Qabus-Universität (SQU)

## Sport
Das Al Emarat Cricket Stadium in Al Amarat, 20 Kilometer südlich von Muskat, war einer der Austragungsorte des T20 World Cup 2021.

## Persönlichkeiten
Die Liste enthält eine alphabetische Übersicht bedeutender, im heutigen Maskat geborener Persönlichkeiten. Ob die Personen ihren späteren Wirkungskreis in Maskat hatten oder nicht, bleibt unberücksichtigt.
- Chalifa ibn Harub ibn Thuwaini (1879–1960), Sultan des britischen Protektorats Sansibar von 1911 bis 1960
- Taimur ibn Faisal (1886–1965), Sultan von Maskat und Oman von 1913 bis 1932
- Said ibn Taimur (1910–1972), Sultan von Maskat und Oman von 1932 bis 1970
- Haitham bin Tariq (* 1954), Sultan von Oman seit 2020
- Isla Lang Fisher (* 1976), australische Schauspielerin und Autorin
- Ali al-Habsi (* 1981), omanischer Fußballtorwart
- Sneha Ullal (* 1987), indische Bollywoodschauspielerin
- Fatma Al-Nabhani (* 1991), omanische Tennisspielerin
- Ahmad Al Harthy (* 1981), Autorennfahrer
- Ahmed al-Rawahi (* 1994), omanischer Fußballtorhüter
- Issam al-Sabhi (* 1997), omanischer Fußballspieler
- Salaah al-Yahyaei (* 1998), omanischer Fußballspieler